# Celloconcert nr. 1 (Haydn)
Het Celloconcerto nr. 1 is het eerste celloconcerto van Joseph Haydn, geschreven tussen 1761 en 1765. Het is speciaal gecomponeerd voor zijn vriend, Joseph Weigl, die toentertijd de belangrijkste cellist van het Esterházy-orkest was.

## Bewegingen
Het werk bestaat uit drie bewegingen:
1. Moderato
2. Adagio
3. Allegro

- Gemeinsame Normdatei: 300069413
- Library of Congress Control Number: n85177500
- MusicBrainz work: 1139ecc7-0450-472f-8a0b-5ce4f0beeecd